# Zavel (Zottegem)

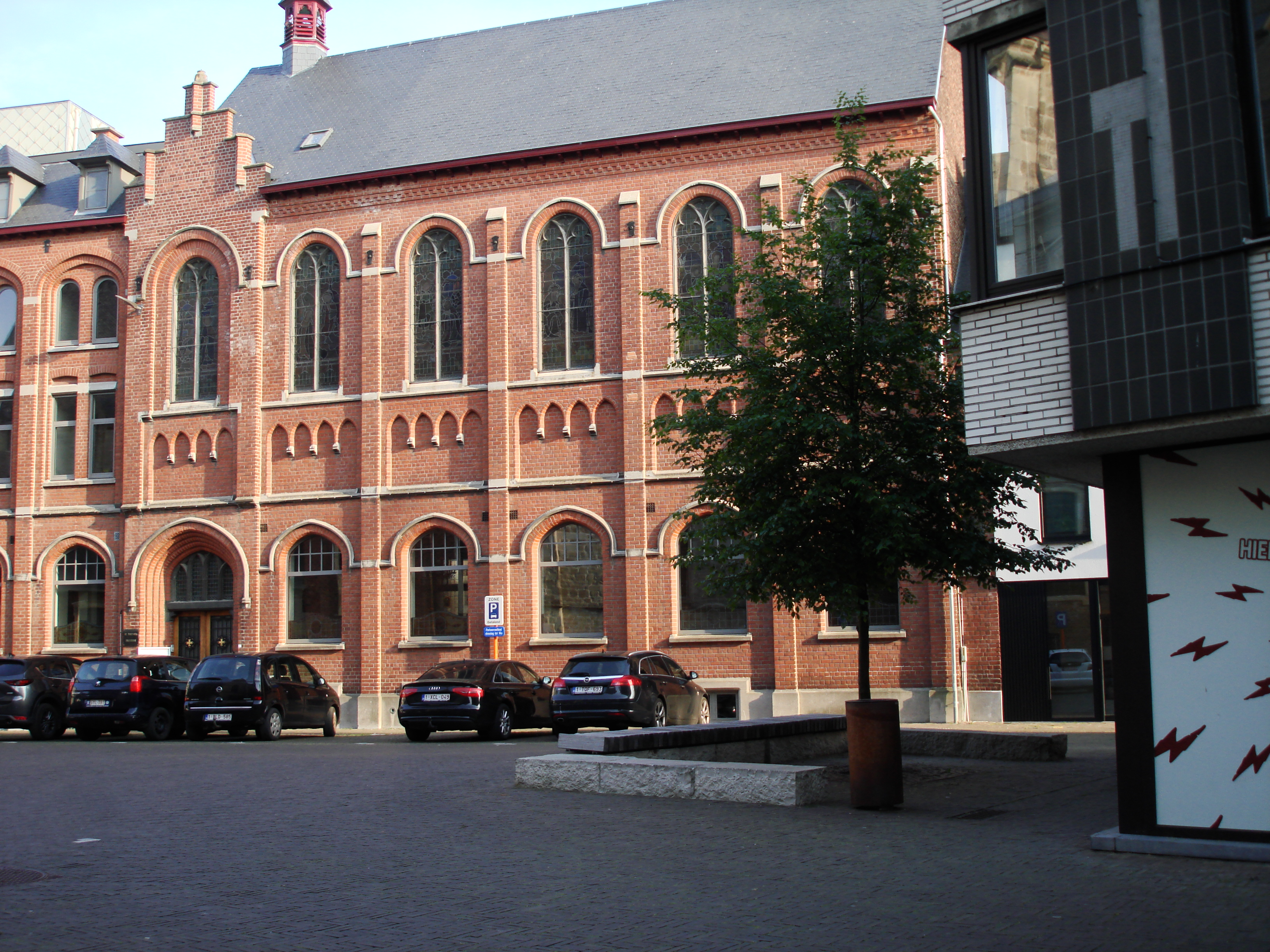
De Zavel in Zottegem

De Zavel is een plein in het Belgische Zottegem. Het plein wordt gedomineerd door de Onze-Lieve-Vrouw-Hemelvaartkerk. De hoofdtoegangspoort naar de kerk bevindt zich op de Zavel. Aan de zijkant van de kerk (zuidelijke transeptgevel) is nog de rondboog van het 'lijkendeurtje' te zien; deze muuropening werd in 1886 gedicht.  De Zavel heette vroeger 'Kerkberg'. Tussen 1925 en 1928 werd het huidige kloostergebouw van het Sint-Barbarainstituut er opgetrokken op de plaats waar vroeger huisjes stonden. In 2015 werd de Zavel heraangelegd. 

## Afbeeldingen

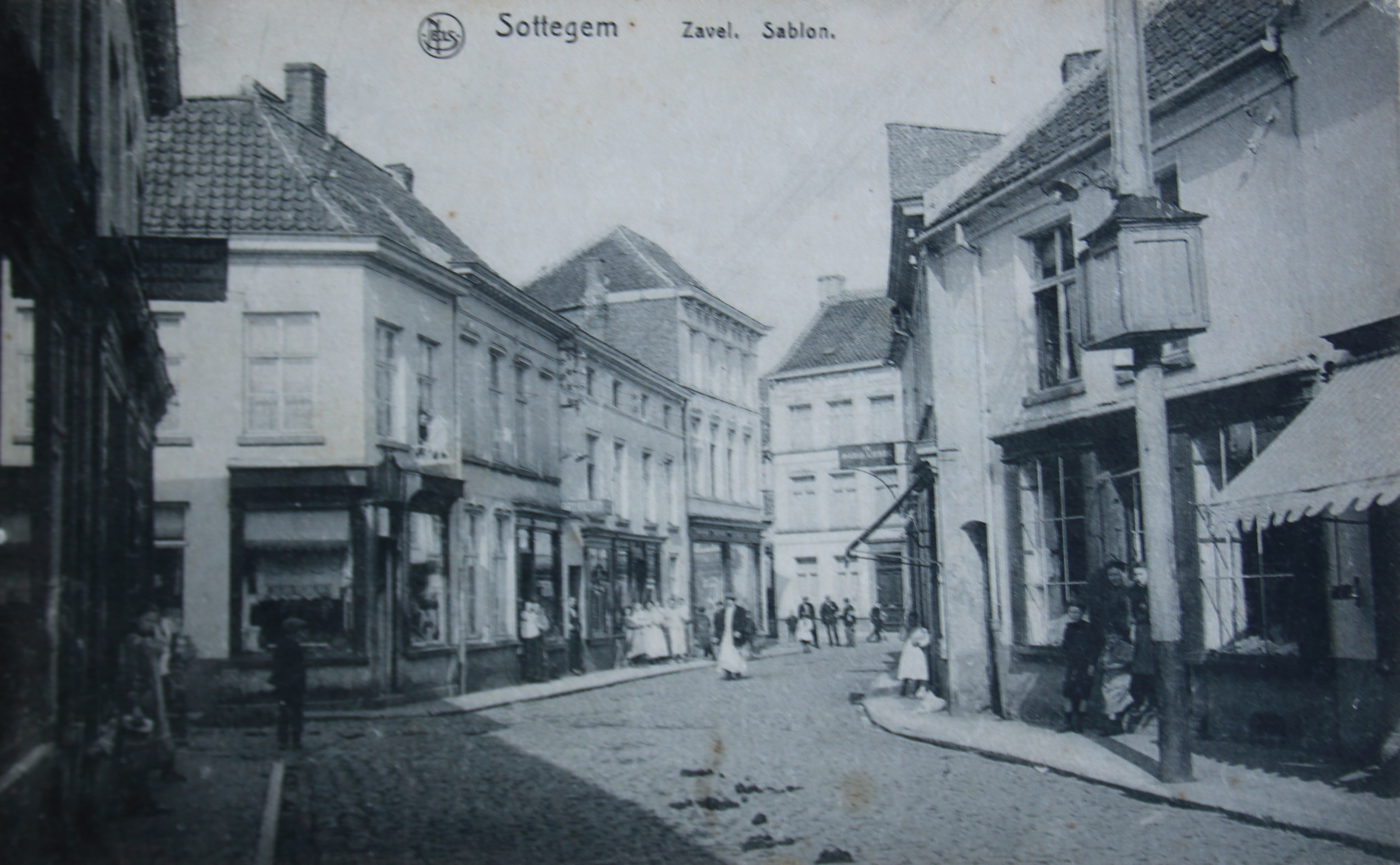
Historische prentbriefkaart
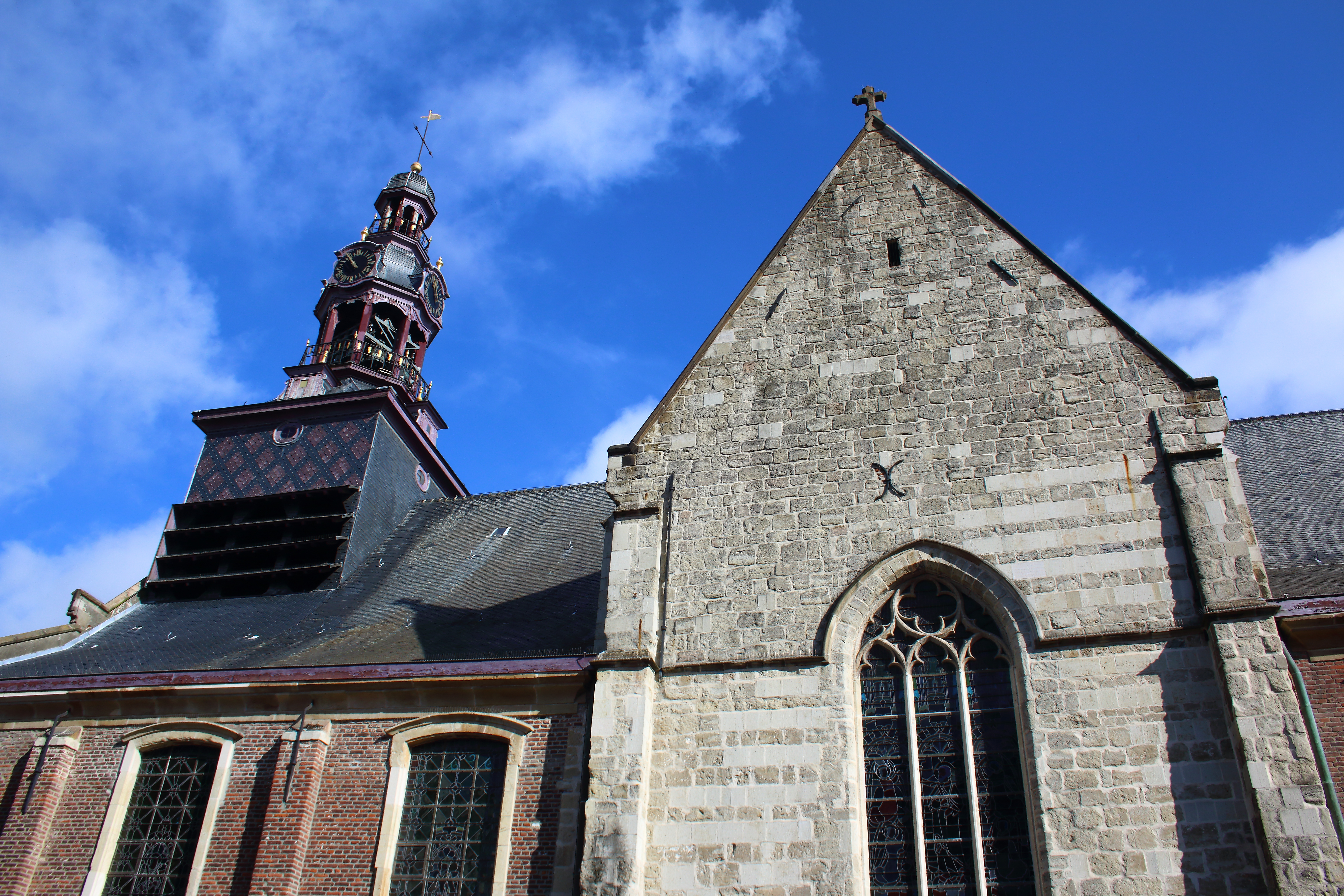
Onze-Lieve-Vrouw-Hemelvaartkerk
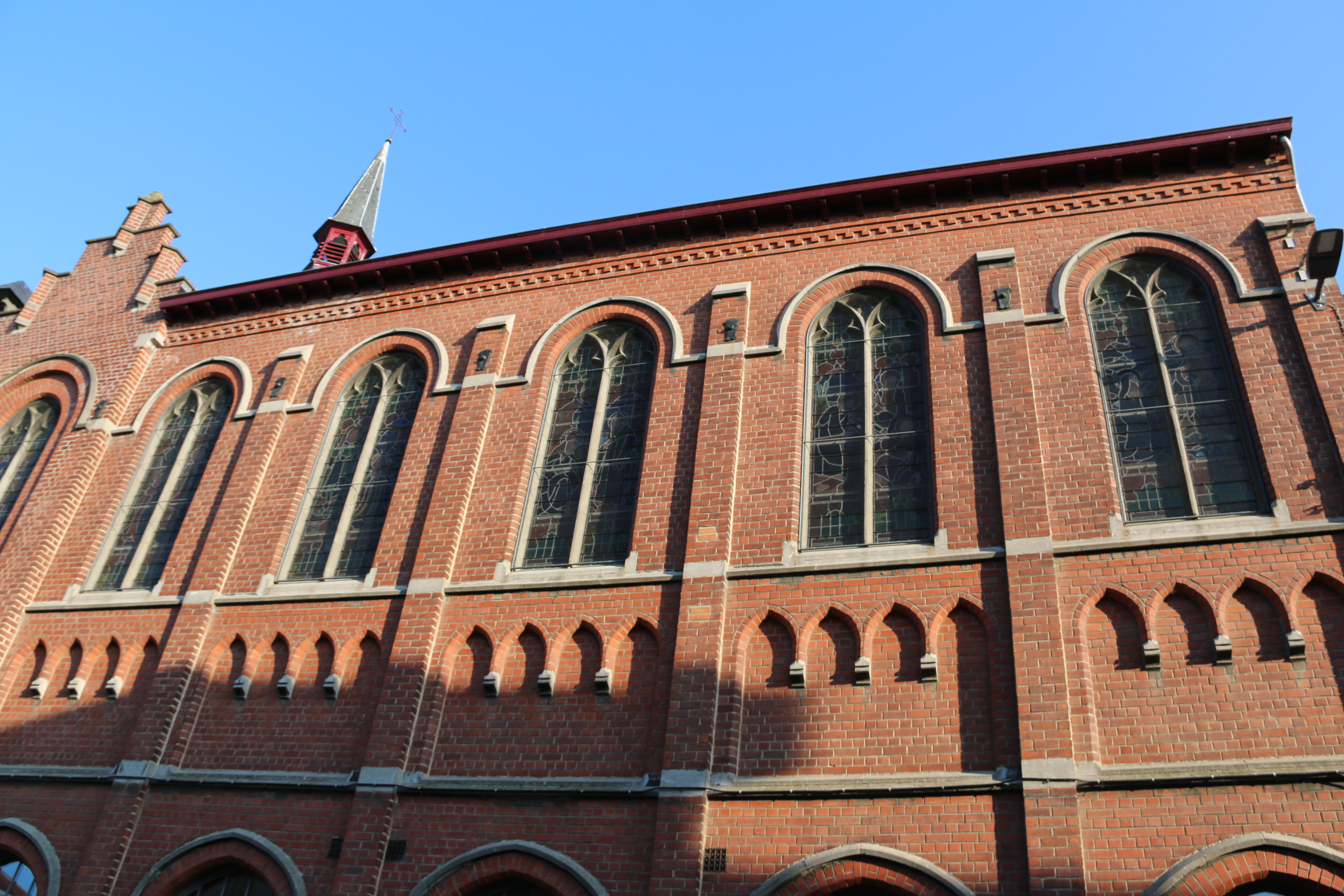
Sint-Barbarainstituut
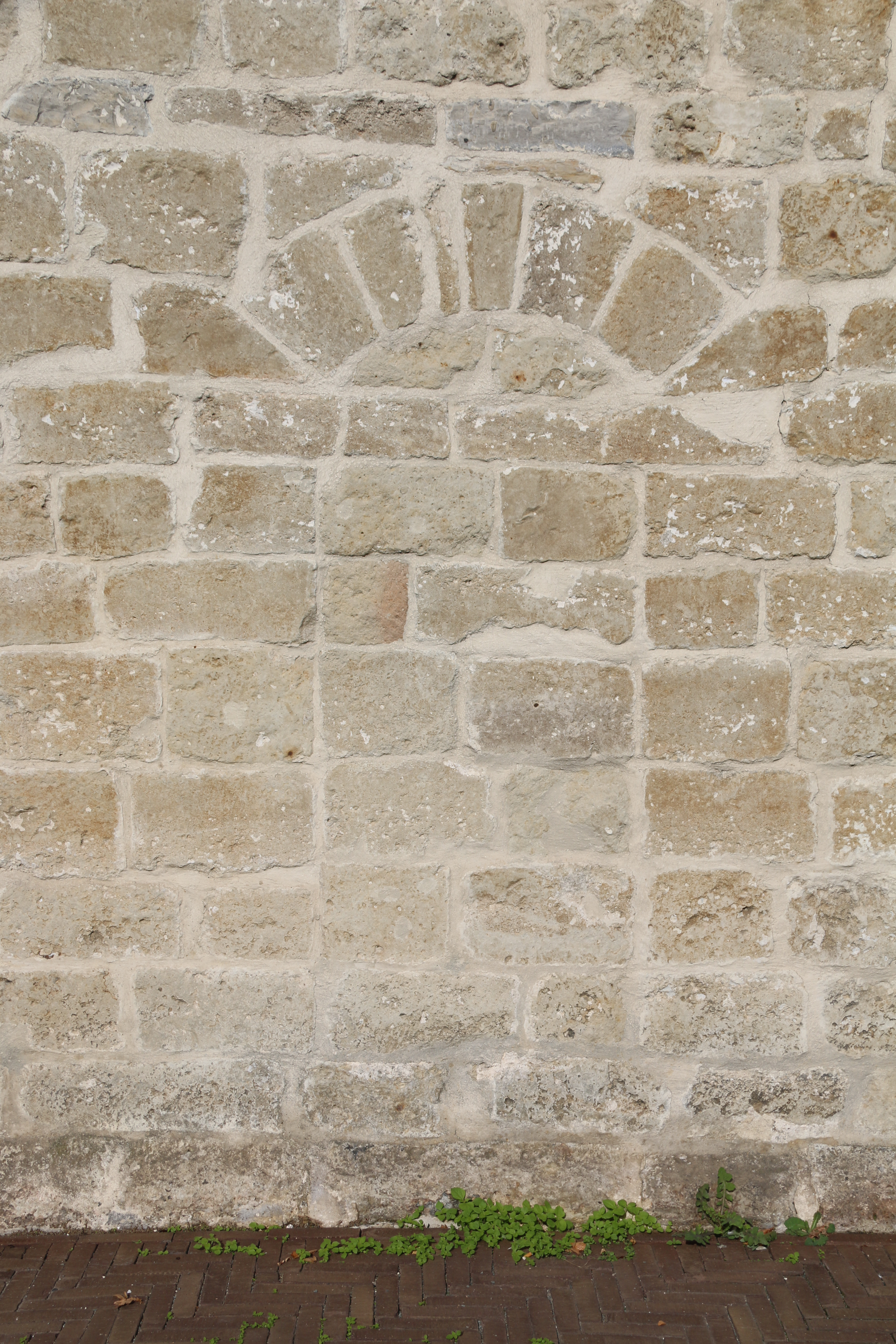
'Lijkendeurtje' van de Onze-Lieve-Vrouw-Hemelvaartkerk